# Aérodrome de Laon - Athies

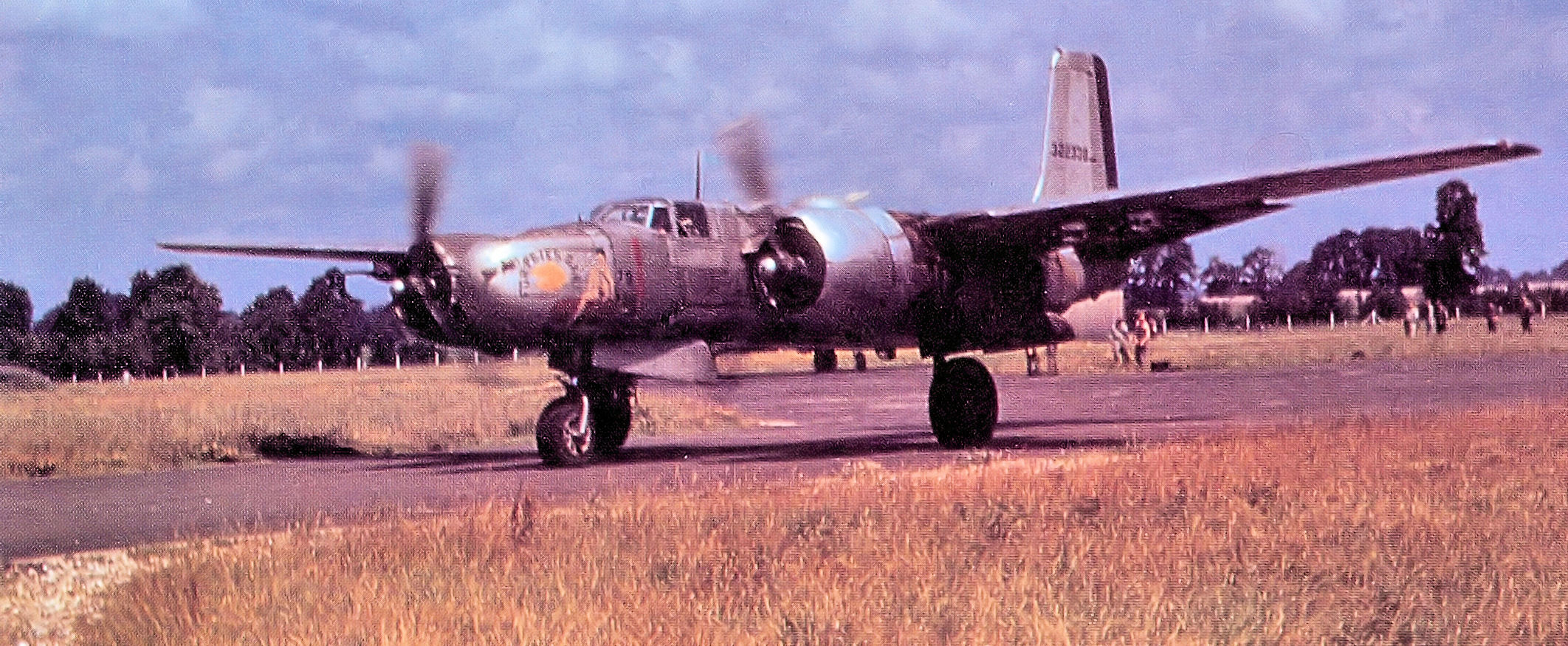
Douglas A-26 de l'US Air Force à l'aérodrome de Laon - Athies (1945).

L'aérodrome de Laon-Athies est un terrain d'aviation militaire abandonné situé en France à Athies-sous-Laon près de la ville de Laon dans le département de l'Aisne.
À l'origine, c'est un terrain d'aviation civil avec une piste en herbe. En 1939, une plateforme d'opérations est créée près de la forêt de Samoussy. Pendant la Seconde Guerre mondiale, la Luftwaffe en fait un aérodrome majeur où sont basés divers types d'avions ainsi qu'un centre de maintenance et d'approvisionnement. Fréquemment attaquée, la base est prise en 1944 par les forces alliées qui l’utilisent jusqu'à la fin de la guerre comme base pour les bombardiers et les avions de combat.
En 1947, l'aérodrome de Laon - Athies est ouvert à la circulation aérienne publique.
En 1950, la base est réaménagée par l'OTAN en une base de dispersion pour les appareils de la base américaine de Laon-Couvron en cas de guerre avec les pays du Pacte de Varsovie. Elle ne sera jamais utilisée et elle est abandonnée en 1967 lorsque la France quitte le commandement intégré de l'OTAN.